# Caso Ciudadanos Unidos contra la Comisión de Elecciones Federales
El caso Ciudadanos Unidos contra Comisión de Elecciones Federales, dictada por la Corte Suprema de los Estados Unidos el 21 de enero de 2010, fue una sentencia histórica que permitió la participación de empresas en campañas políticas electorales.

## La sentencia
La sentencia redactada por el juez Anthony Kennedy sostuvo que la Primera Enmienda a la Constitución de los Estados Unidos, que protege la libertad de expresión, prohibía al gobierno limitar las donaciones políticas de empresas y sindicatos. 

## Trasfondo
La organización sin ánimo de lucro de carácter político Citizens United tenía intención de difundir un documental crítico con Hillary Clinton y emitir cuñas publicitarias en televisión en aparente violación de la Bipartisan Campaign Reform Act (también conocida como McCain–Feingold Act or "BCRA"). En una votación de 5-4, la Corte Suprema sostuvo que partes de la BCRA violaban la Primera Enmienda. 
El caso llegó a la Corte Suprema como resultado de una apelación a una decisión tomada por la Corte del Distrito de Columbia. La sección 203 de la BCRA definía una «comunicación de campaña electoral» como una emisión de televisión, radiofónica o por cable que mencionara a un candidato en los 60 días anteriores a unas elecciones generales o en los 30 días anteriores en el caso de unas primarias. Y prohibía tales gastos por parte de empresas y sindicatos. La Corte del Distrito de Columbia falló que el párrafo 203 de la BCRA era de aplicación al caso y prohibía a Citizens United emitir publicidad del documental Hillary: The Movie en programas emitidos públicamente o de pago en los 30 días anteriores a las Primarias presidenciales del partido Demócrata de 2008. La sentencia de la Corte Suprema revocó todas las limitaciones de la BCRA que prohibían a las empresas, incluidas las organizaciones sin ánimo de lucro, y sindicatos invertir en «campañas electorales».